# Dettighofen
Dettighofen ist eine Gemeinde im Landkreis Waldshut in Baden-Württemberg. Sie liegt am Eingang zum 1840 eingerichteten und 1935 wieder aufgehobenen Zollausschlussgebiet, dem sogenannten Jestetter Zipfel.
Dettighofen erlangte in der ersten Hälfte des 20. Jahrhunderts weit über die Region hinausgehende Bekanntschaft als „das lesende und hörende Dorf“. Zu verdanken war dies dem Engagement seiner Einwohner für ihre von der in die USA ausgewanderten Familie Wittmer gestiftete Bibliothek. Fortschrittliche wissenschaftliche Literatur und Vorträge – auch zu landwirtschaftlichen Themen – führten zu einem starken Gemeinschaftssinn der Bewohner, zu spontaner Bildung und durch neue Bewirtschaftungsmethoden auch zu ökonomischen Vorteilen. 1910 wurde der Ort deshalb von Prinz Max von Baden besucht.
Die Gemeinde ist Mitglied im Gemeindeverwaltungsverband Jestetten mit Sitz in Jestetten.

## Geografie

### Geografische Lage
Dettighofen befindet sich im Schwarzbachtal,
eingebettet zwischen dem Klettgau und dem fünf Kilometer entfernten Hochrhein, in einem „Nadelöhr“ zwischen den Schweizer Kantonen Schaffhausen und Zürich. Die Gemeinde liegt zusammen mit den Gemeinden Jestetten und Lottstetten im „Jestetter Zipfel“, der auf einer Länge von 55 km von der Schweizer Grenze umschlossen und über eine einzige Straße mit Deutschland verbunden ist. Die höchste Erhebung ist der 641 m hohe Napberg.

### Gemeindegliederung

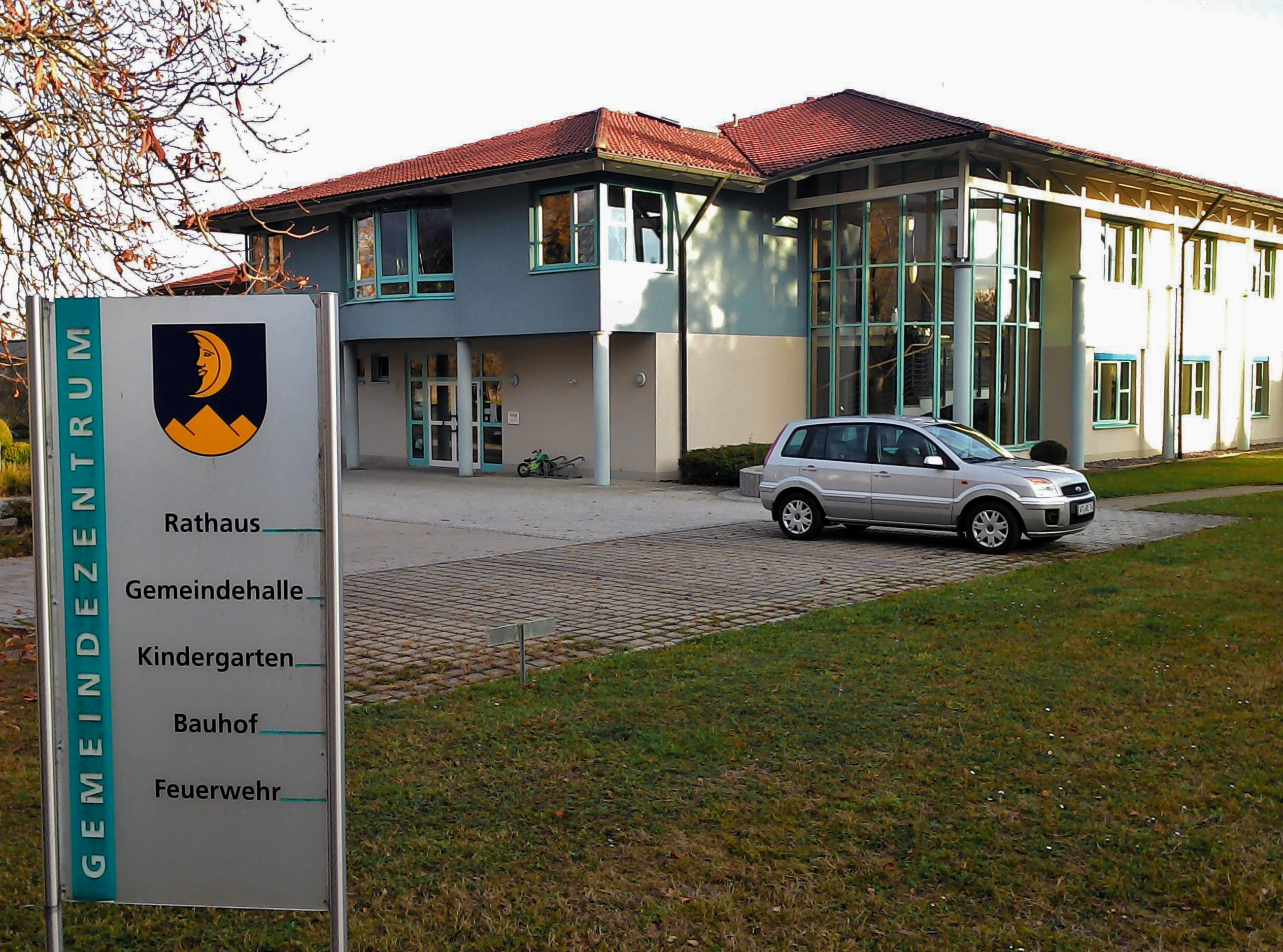
Das Rathaus in Dettighofen

Zur Gemeinde Dettighofen gehören seit dem 1. Januar 1974 neben dem Ort Dettighofen die durch die Gemeindereform angeschlossenen Ortschaften Baltersweil und Berwangen. Bereits 1927 wurden die abgesonderte Gemarkung Häuserhof und 1936 das bis dahin zu Weisweil gehörende Albführen sowie das zu Bühl gehörende Eichberg mit der Gemarkung Dettighofen vereinigt. Zu Baltersweil waren die abgesonderte Gemarkung Reutehof und zu Berwangen der Siedlungsplatz „Im Moos“ (ob den Reben) geschlagen worden. In Dettighofen im Gebietsstand von 1973 liegt die Wüstung Haslermühle. Über ihre genaue Lage ist nichts bekannt.

### Nachbargemeinden
Die Gemeinde grenzt im Norden an Wilchingen (Osterfingen) im Schweizer Kanton Schaffhausen, im Osten an Jestetten und im Süden an die beiden Schweizer Gemeinden Rafz und Wil (Ortsteil Buchenloo), im rechtsrheinischen Teil des Kantons Zürich und im Westen an die Gemeinde Klettgau (Ortsteile Bühl, Riedern am Sand, Weisweil).

## Geschichte

### Gründung
Als Ort mit der Endung -hofen wird in der neueren Forschung die Gründung von Dettighofen der Siedlungsausweitung im 6. oder 7. Jahrhundert zugeordnet; in der älteren Ortsnamenforschung als schon in der alamannischen Landnahmezeit im 5. Jahrhundert entstandener „Hof des Tetinc“ erklärt. Später, als im Zusammenhang groß angelegter Rodungen neue Höfe gegründet wurden, sei der Tetinc-Hof zum Kellhof geworden, „zum wirtschaftlichen und politischen Mittelpunkt der anwachsenden Siedlung.“
Urkundlich wurde Dettighofen erstmals im Jahr 1272 erwähnt. Zu dieser Zeit gehörte der Ort zum Kloster Rheinau, das 1862 aufgehoben wurde und in den Besitz des Kantons Zürich kam.

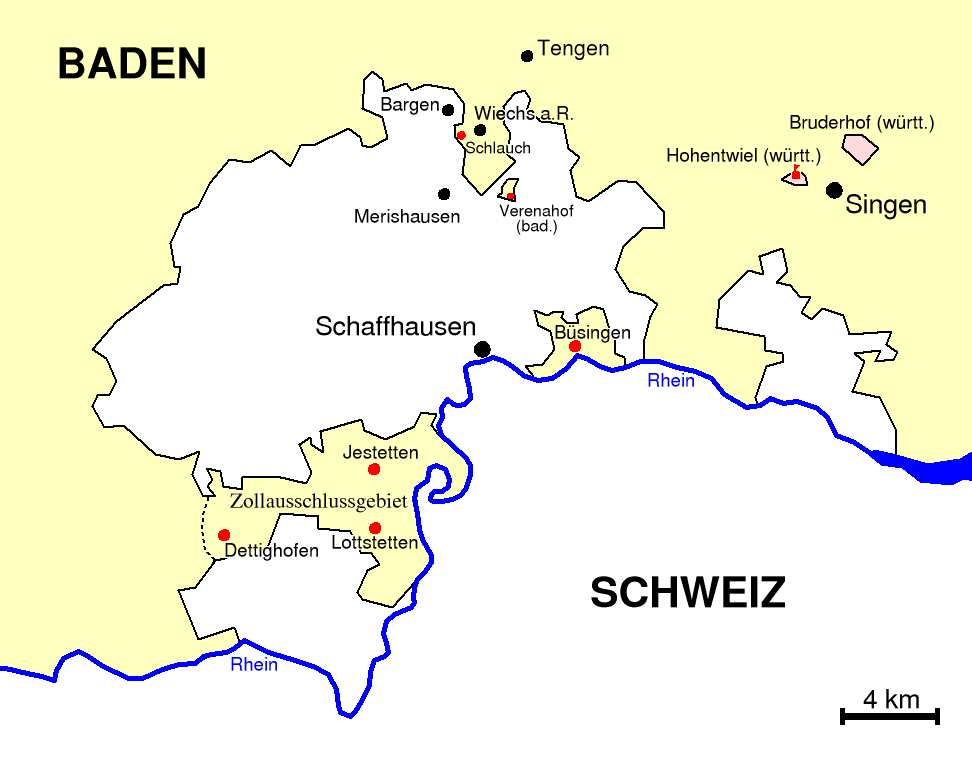
Lage des Zollausschlussgebiets (1840–1935)

### Mittelalter und Neuzeit
Über die Adelsgeschlechter Brümsi und die von Endingen kam 1419 das Burglehen der Burg Weißenburg und das Vogtrecht über Erzingen an die Schaffhauser Bürgerfamilie Im Thurn, es umfasste auch Liegenschaften und Einnahmen aus Dettighofen, Eichberg, Berwangen, Bühl und Geißlingen. Die Im Thurn vererbten den Besitz über eine Tochter an die Familie Humpbiß. Die Lehenszinse wurden am 5. Mai 1520 um 240 Gulden an den Ratsherren und späteren Schaffhauser Bürgermeister Conrad Mayer veräußert. Über Junker Johann Stockar erwarb Pfarrer Hans Conrad Hauser 1712 das Gut zurück und brachte es in das von ihm gestiftete Kaplaneilehen ein. Auch das Kloster St. Blasien besaß ab 1357 einen Kelnhof und Güter in Dettighofen.
Der Reutehof war über Jahrhunderte im Besitz der Schaffhauser Patrizierfamilie von Waldkirch. Der Bürgermeister von Schaffhausen Konrad von Waldkirch erwarb ihn bei Einführung der Reformation, um hier seinem katholischen Glauben gemäß leben zu können. Die Familie hatte auch späterhin in der Kirche einen eigenen Betstuhl. Der ursprüngliche Hof wurde nach 1806 durch Besitzwechsel an das Land Baden abgetragen, das Gelände großteils aufgeforstet.
Baltersweil wurde schon 885 erstmals erwähnt und gehörte ebenso wie Berwangen zum Besitz des Klosters Reichenau. 1806 kamen alle drei Dörfer zu dem neu geschaffenen Großherzogtum Baden.

### Wittmer-Bibliothek

#### Gründung
Im Juli 1900 unternahm der Dettighofener Amerika-Auswanderer Georg Wittmer mit seinem Sohn Martin eine Europareise, die auch in die alte Heimat führte. Georg Wittmer konnte nach 20 Jahren als Kohleminenarbeiter 1875 in Pennsylvania ein Stück Land erwerben, ein Haus bauen, Vater und Geschwister nachkommen lassen und sich mit dieser Unterstützung als Ziegelhersteller einen Namen machen. Weiteres Land wurde erworben, auf dem sich Öl fand (1888), und Georg Wittmer wurde zum Millionär. Neben den alten Vorstellungen von „genügsamer Lebensführung und harter Arbeit“ sei Wittmer zur Erkenntnis gekommen, dass „Freiheit und Entfaltung der Persönlichkeit sowie wirtschaftlicher Erfolg (auch) das Ergebnis von Bildung“ sind, und so wollte er seiner Heimatgemeinde Dettighofen „eine Stiftung zukommen lassen“. So schreibt Hubert Matt-Willmatt in der Chronik von Dettighofen 1992. Eine Variante dieser Darstellung findet sich bei Hellmut Kohlbecker, 1969/70: Da hätten die Wittmers zuerst an die Stiftung eines Brunnens gedacht, doch „die Dettighofener schrieben zurück, daß ihnen Bücher lieber seien, zu lesen an Winterabenden, vor allem Bücher, die der Erweiterung des Wissens dienen konnten.“ Dies habe auch die Auswanderer erfreut. Offensichtlich noch ‚formlos‘ wurde 1901 die Wittmer-Stiftung gegründet, die bereits einen Fonds bildete, worauf „Georg, Xaver und Henry Wittmer an Neujahr 1903 einen Betrag von 3000 Dollar (überwiesen), der zum Bau eines Versammlungsortes, einer Lesehalle, verwendet werden sollte.“ Dem Gremium Volksbildungsverein gehörten an: Altbürgermeister Anton Saurer, ein Jugendfreund Georg Wittmers, als Ehrenpräsident; Alexander Würtenberger als Präsident, Johannes Roos (Bürgermeister), Ludwig Bercher, Arnold Albrecht, Franz Anton Saurer und Johann Kriegel als Vorstandsmitglieder, Eduard Bernhard als Bibliothekar, Wilhelm Keßler als Rechner und Oskar Holzscheiter als Schriftführer. Am 26. April 1904 wurde der Volksbildungsverein mit 41 Bürgern als Mitglieder in das Vereinsregister des Badischen Amtsgerichtes Waldshut eingetragen (nach Kohlbecker/Matt-Willmatt).

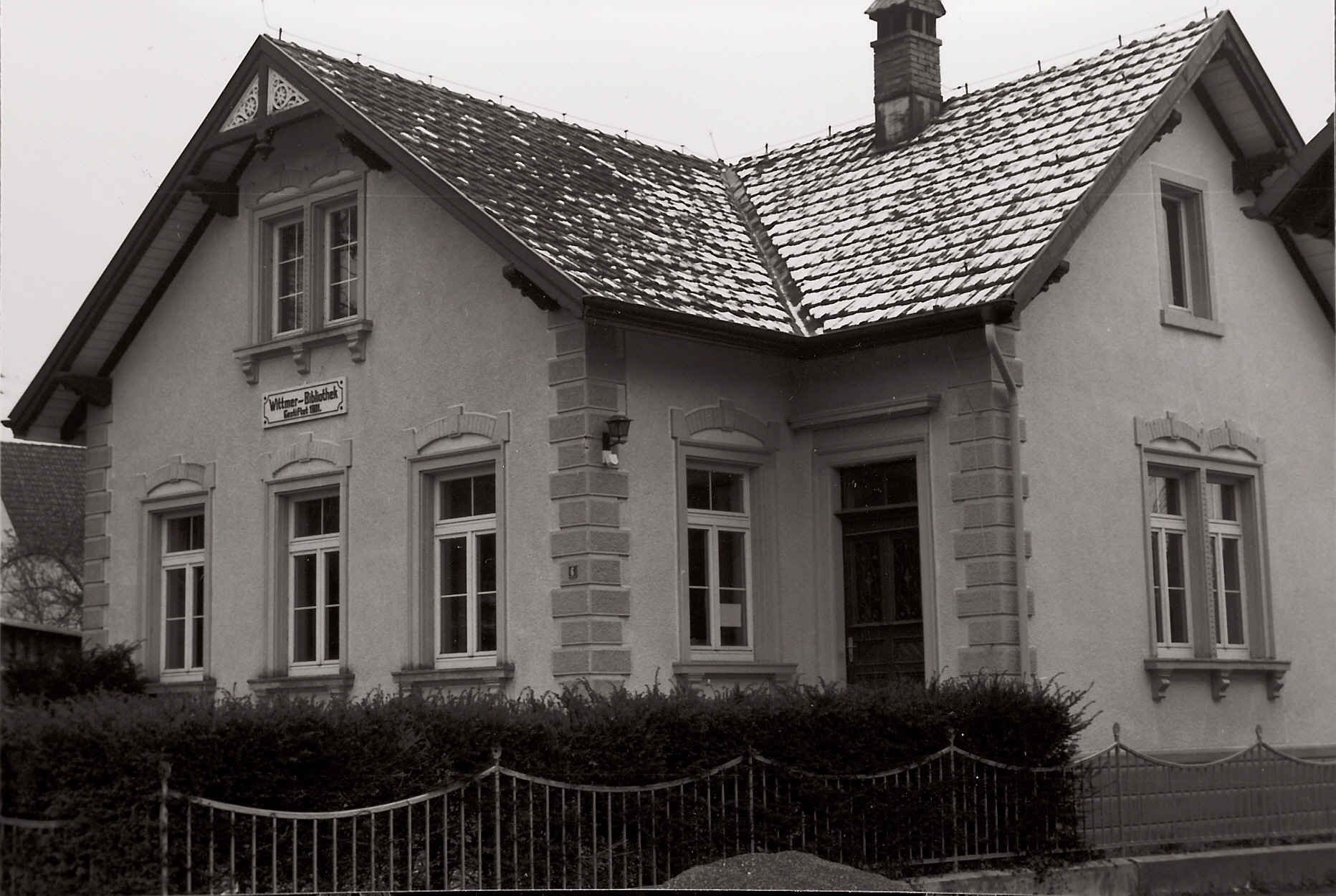
Die Bibliothek im Winter 2006

Am Sonntag, den 7. Mai 1905, wurde die neu erbaute Lesehalle eingeweiht, die Bibliothek umfasste ca. 1400 Bände.

#### Volksbildungsverein
In der Satzung wurde festgeschrieben: „Der Verein hat den Zweck, die allgemeine Bildung sowie die Fachbildung, das geistige und materielle Wohlbefinden der Ortseinwohner zu fördern, gemeinnützige Bestrebungen und Unternehmungen jeder Art zu unterstützen und jederzeit für Verbreitung von Aufklärung (damit war politische und soziale Aufklärung gemeint) und gesundem Fortschritt zu dienen.“

„Die Gründer des Vereins waren sich der Vieldeutigkeit der Begriffe Aufklärung und Fortschritt bewußt: Sie nahmen deshalb in die Satzung diese Bestimmung auf: ‚In Fällen, wo über die Begriffe Fortschritt und Aufklärung Meinungsverschiedenheiten entstehen, soll die Streitfrage der Philosophischen Fakultät in Heidelberg zur gefälligen Entscheidung vorgelegt werden.‘ In dem sorgfältig geführten Protokollbuch des Vereins findet sich kein Hinweis auf eine diesbezügliche Inanspruchnahme der Heidelberger Universität. Präsident und Vorstandschaft scheinen sich über die einzuschlagende Linie stets einig gewesen zu sein.“

„Dettighofen wurde schon bald ein lesefreudiges Dorf und schon bald nach der Gründung des Vereins lud der Vorstand im Winterhalbjahr Schriftsteller und Wissenschaftler zu Vorträgen in der Lesehalle ein. Den ersten Vortrag hielt […] 1907 der Freiburger Universitätsprofessor Schultze-Gävernitz über das Thema ‚Landwirtschaftliches Fortbildungswesen‘.“
Kontinuität in der Vereinsführung brachte Carl Scheller auf – über 35 Jahre kam dies auch der Zusammenarbeit mit der Stifterfamilie und deren Beauftragten in den USA zugute. Mehrfach kam es zu Besuchen von Familienmitgliedern der Wittmers und deren Nachkommen in Dettighofen. Die letzte in der Literatur dokumentierte Generalversammlung fand 1990 unter Leitung von Präsident Fritz Schaub statt.

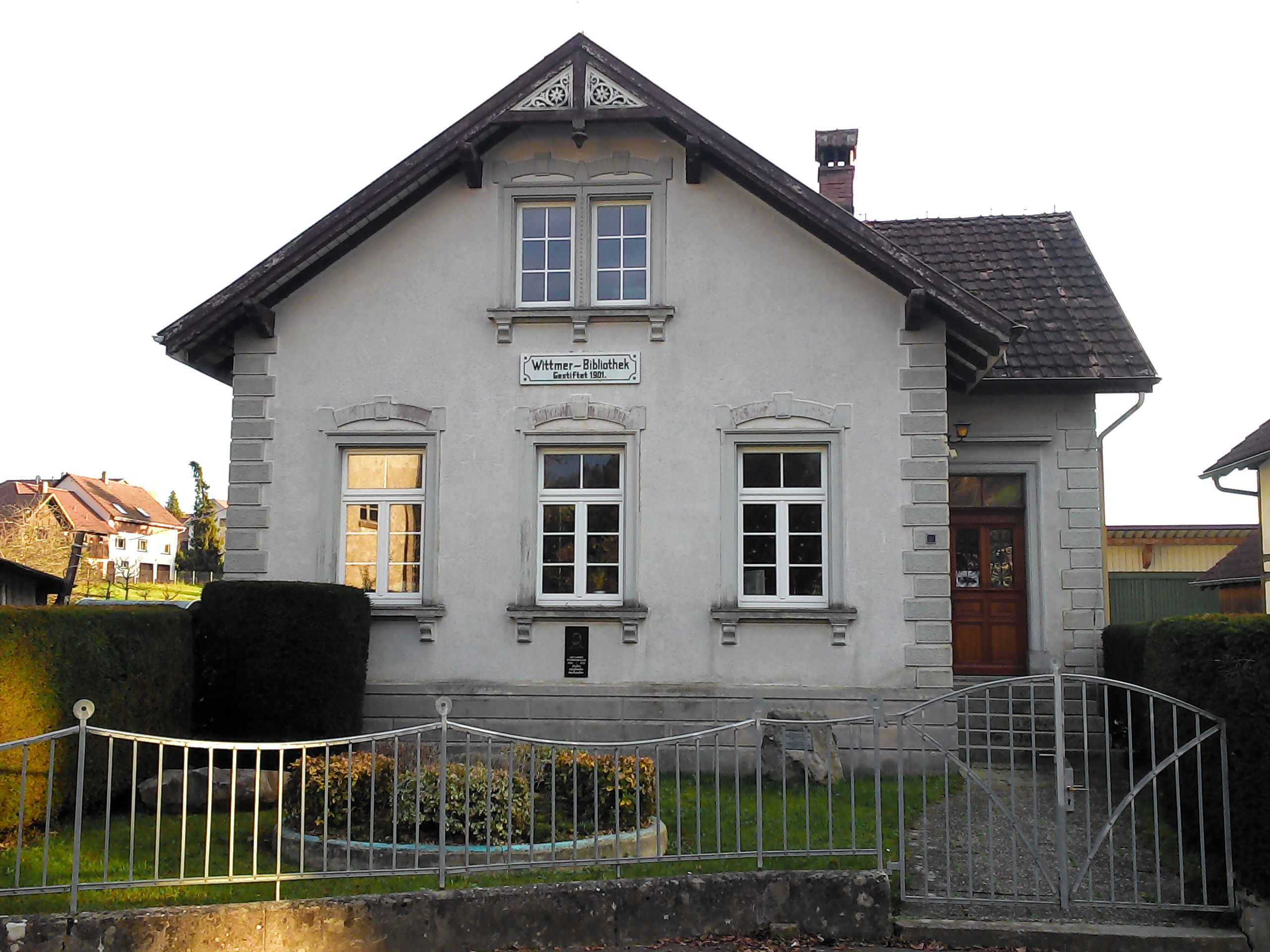
Die Bibliothek im Jahr 2015

### Bibliothek
- Bereits 1904 war ein Katalog der Wittmer-Bibliothek in Dettighofen (Baden) gedruckt worden.
- Am 18. Juli 1910 wurde die Lesehalle unangemeldet von Seiner Königlichen Hoheit Prinz Max von Baden besucht. „Der hohe Besuch erkundigte sich eingehend über die Bibliothek und sprach seine Befriedigung aus.“[11]
- Im Ersten Weltkrieg stellte der Verein den Lesesaal und Mittel zum Packen und dem Versand von Frontpaketen zur Verfügung.
- In der Inflationszeit 1923 wurde die regelmäßige Wittmer-Überweisung in Schweizer Franken angelegt.
- 1929: Der Volksbildungsverein versucht sich in neuen Statuten gegen „einseitige Tendenzen politischer oder religiöser Natur“ abzusichern.
- 1933: Zweifelhafte Literatur wird in eine „Ruheabteilung“ ausgelagert.
- Die Volksbildungsvereine in Deutschland werden in das national-sozialistische „Nationalbildungswerk“ eingeordnet. Vorsitzender Carl Scheller untersagt „‚Versammlungen parteiuniformierter Personen‘ […], um Schwierigkeiten mit den in den U.S.A. lebenden Stiftern zu vermeiden, ‚zumal man annehmen könne, daß auch in Dettighofen nicht alle für den Nationalsozialismus eingestellt seien‘ …“ und muss sich mit Kreisleiter Woll in Waldshut auseinandersetzen.
- 16. Juli 1939: Herausgabe der Dorfchronik Dettighofen. Carl Scheller wird wiedergewählt.
- Mit Kriegsanfang wird der Lesehallenraum „der Gemeinde für evtl. kriegsnotwendige Einrichtungen zur Verfügung gestellt.“
- 9. Juli 1944: „Kauf von Büchern war wegen der jetzt waltenden Kriegsverhältnisse nicht möglich. Vorträge fanden nicht statt.“
- 26. August 1946, Erste Vorstandssitzung nach dem Krieg: „Gemäß den Vorschriften der Besatzungsmacht sind Bücher kriegerischen und parteilichen Inhalts verbrannt worden bzw. wurden an die Gendarmerie-Station im Landratsamt abgeliefert.“
- 1948: Die Kontrolle der Bücherei war beendet, die Buchausleihe wurde wieder aufgenommen.
- 23-jährig besucht der spätere Bundeskanzler Kurt Georg Kiesinger, der seine Ferien oft bei Verwandten in Dettighofen verbrachte, häufig die Bibliothek und erinnerte sich daran bei einem Besuch noch als Ministerpräsident von Baden-Württemberg in Waldshut 1959.
- Anfang der 1960er-Jahre wird die Lesehalle durch einen Anbau erweitert, doch ist die große Zeit der Bibliothek vorbei – H. Kohlbecker schreibt 1969: Erst in der neuesten Zeit, seit neben dem Rundfunk das Fernsehen Information und Bildung in attraktiver Weise vermittelt, ist ein Rückgang in der Benutzung der Bücherei eingetreten. Die Abende in Dettighofen sind, wie überall auf dem Lande, nachdem auch die Motorisierung der ländlichen Bevölkerung eine größere Beweglichkeit verleiht, nicht mehr von der gleichen besinnlichen, stillen Art wie zur Zeit der Bibliotheksgründung. Man liest weniger (S. 111).
- 1988: Ältere Bücher, vor allem von ideellem und antiquarischem Wert, kommen aus dem Bestand der Bibliothek abhanden.
- 1991: Neuordnung und Katalogisierung des gesamten Bücherbestandes durch Buchwartin Johanna Smettan.

### Künstlerexil während der Nazi-Diktatur

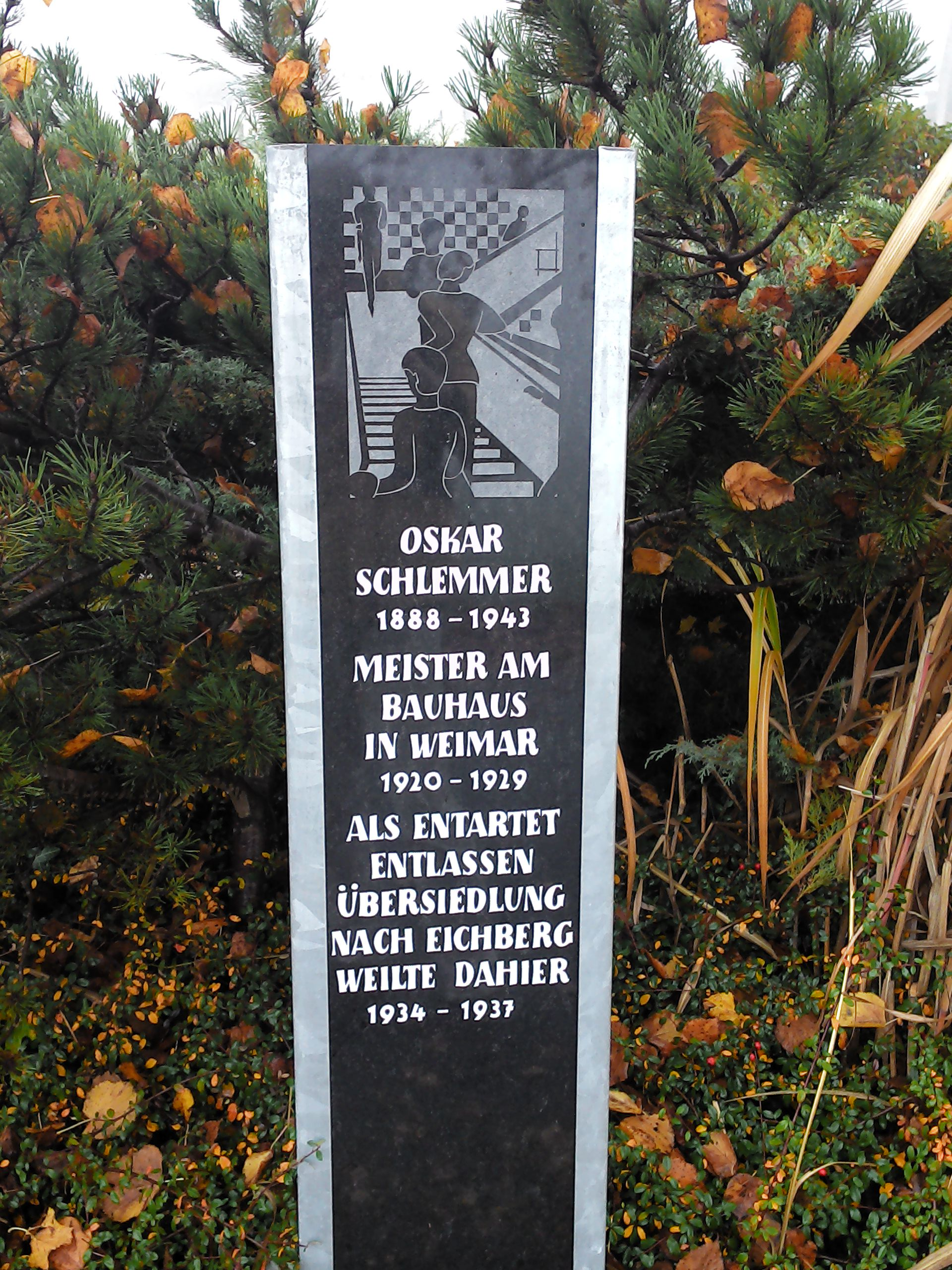
Gedenkstele in Eichberg

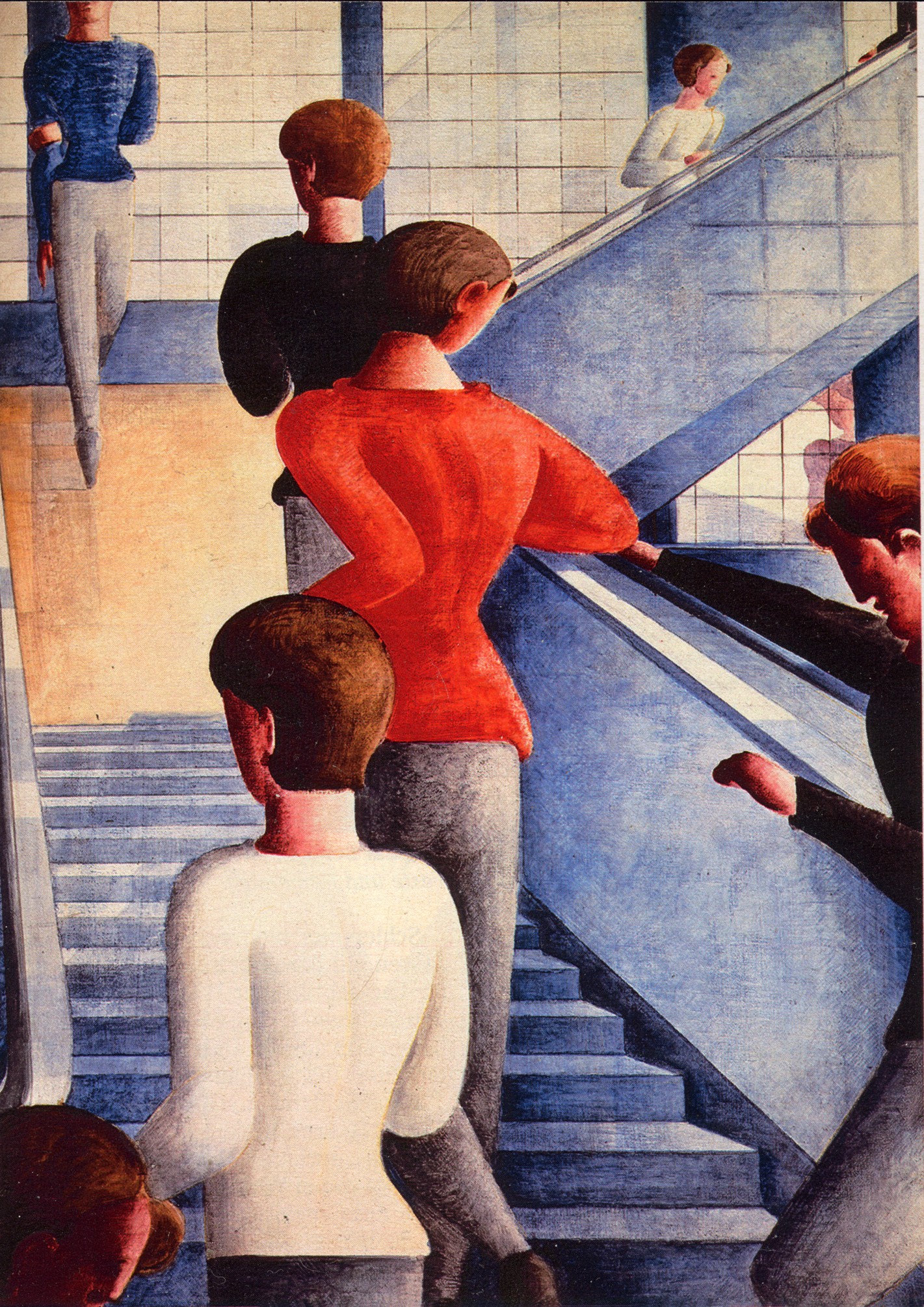
Das Gemälde Bauhaustreppe (1932) auf der Stele

Am 20. April 1934 traf im Ort Eichberg bei Dettighofen unerwarteter Besuch ein – der Maler Oskar Schlemmer mit Familie fand hier eine Zuflucht vor den Nachstellungen nationalsozialistischer ‚Kulturpolitiker‘ in Berlin.

„Eichberg bot dem verfemten Künstler und seiner Familie die Möglichkeit, sich unter einfachsten wirtschaftlichen Verhältnissen mit Landwirtschaft und Gartenbau über Wasser zu halten. Geldmangel war ein ständiger Begleiter jener Jahre. Durch die räumliche Enge im Dichterhäusle auf dem Eichberg bedingt, wandte sich Schlemmer neuen Maltechniken und Sujets zu. Die Zeit im Landkreis wurde von den Schlemmers als entbehrungsreich, aber glücklich empfunden.“

Die Vermittlung des Exils kam entweder durch eine Tochter von Alexander Würtenberger, der sich das Haus als Altersruhesitz erbaut hatte, oder durch einen Künstlerfreund, der öfter durch jene Gegend fuhr, zustande.
Das Zusammenleben mit den Eichbergern habe „sehr gut geklappt“. Über die künstlerischen Anregungen schrieb der Maler, die Enge seines Ateliers trieb ihn zur „Flucht ins Freie“. Sein Anspruch war, „die in der Komposition der Figurbilder gewonnenen Gesetzmäßigkeiten elementarer Beziehungen von Formen und Farben auf die Landschaft zu übertragen.“ Inwieweit ihm das gelang, ist nicht bekannt. Der ‚Mensch im Raum‘ war sein Hauptmotiv, und dies wurde in der ‚urweltlichen‘ Landschaft auf dem Eichberg auf eine neuartige Probe gestellt.
„Soweit bekannt hat Schlemmer keines seiner Bilder an die Eichberger Nachbarschaft verschenkt, jedoch […] für die Eichberger Laientheaterspieler schuf er an Fasnacht Kulissen.“ Bei Festen trug die Familie Schlemmer – neben Frau Tut die Töchter Jaina und Karin und Sohn Tilman – viel zur Gemeinschaft und Geselligkeit bei. Im Rückblick, anlässlich einer Ausstellung 1972 in Bad Säckingen, sagte Frau Schlemmer in einer Ansprache: „Wir hätten niemals vom Eichberg weggehen dürfen.“ Am 30. September 1937 waren die Schlemmers fortgezogen, nach Sehringen bei Badenweiler, 1943 – noch nicht 55-jährig – starb Oskar Schlemmer in Baden-Baden.
„Die Verbindung zu den Eichbergern, vor allem Frau Rosa Frey und Altbürgermeister Schaub als früheren Nachbarn, blieb auch nach dem Tod von Oskar Schlemmer bestehen und wurde durch gegenseitige Besuche lebendig gehalten. […] 1991 (wurde) der Intercity-Zug (IC) von Stuttgart nach Dortmund […] nach Oskar Schlemmer benannt. Zur Einweihung wurden Rosa Frey und Fritz Schaub als einstige Nachbarn eingeladen.“

### Politische Entwicklungen
Wegen des komplizierten Grenzverlaufs in dieser Region wurde das Gebiet des Jestetter Zipfels 1840 zum Zollausschlussgebiet erklärt, was die zu überwachende Grenze von 55 km auf 6 km verkürzte. Diese Regelung, die bis 1935 währte, bescherte den Bewohnern des Gebiets einen bescheidenen Wohlstand, konnten sie ihre Produkte doch in Baden bzw. Deutschland und der Schweiz zollfrei anbieten. Benzin war günstiger als in der Schweiz und als im Rest von Deutschland, und entlang den Hauptstraßen öffneten zahlreiche Tankstellen, die zollfreien Treibstoff abgaben.
Nach dem Ersten Weltkrieg lehnte die badische Regierung die Anschlussbestrebung des Jestetter Zipfels an die Schweiz rundweg ab.
Die Gemeinde in ihrem heutigen Umfang entstand im Rahmen der baden-württembergischen Gebietsreform am 1. Januar 1974 durch Zusammenlegung der bis dahin selbständigen Gemeinden Baltersweil, Berwangen und Dettighofen.

## Politik

### Gemeinderat
Der Gemeinderat in Dettighofen besteht aus den 10 gewählten ehrenamtlichen Gemeinderäten und der Bürgermeisterin als Vorsitzende. Die Bürgermeisterin ist im Gemeinderat stimmberechtigt. Die  Kommunalwahl am 9. Juni 2024 führte zu folgendem amtlichen Endergebnis. Die Wahlbeteiligung lag bei 77,7 %.
| Unabhängige Bürgervereinigung | 68,7 % | 7 Sitze |              | 2019: 65,1 % | 7 Sitze |
| Bündnis 90/Die Grünen         | 31,3 % | 3 Sitze | 2019: 34,9 % | 3 Sitze      |         |

### Bürgermeister
Bürgermeisterin ist seit Mai 2014 Marion Frei (parteilos). Am 6. Februar 2022 wurde sie mit 98 Prozent der Stimmen für eine zweite Amtszeit wiedergewählt.
Von 1990 bis 2014 war Gerhard Riedmüller Bürgermeister von Dettighofen.

### Wappen
| Wappen der Gemeinde Dettighofen | Blasonierung: „In Blau über einem goldenen (gelben) Dreiberg mit drei Spitzen ein zunehmender goldener (gelber) Mond mit Gesicht.“ |
| Wappen der Gemeinde Dettighofen | Wappenbegründung: Nach der Vereinigung von Baltersweil, Berwangen und Dettighofen zur neuen Gemeinde Dettighofen am 1. Januar 1974 musste ein neues Wappen geschaffen werden. Man entschied sich für die weitere Verwendung des Wappens der namengebenden Gemeinde, allerdings in heraldisch verbesserter Form. Das im Jahre 1900 angenommene Wappen Dettighofens zeigte in Blau über einem schwarzen Dreiberg einen zunehmenden Mond mit Gesicht. Daraus wurden die Figuren übernommen, die Tingierung des Dreibergs jedoch der heraldischen Farbregel entsprechend geändert. Der Halbmond ist das Ortszeichen, das in einem Schulratssiegel des 19. Jahrhunderts verwendet wurde und an einem Dorfbrunnen angebracht war, der Dreiberg möglicherweise eine Anspielung auf das Schwarzenberger Wappen. Alle drei Ortsteile gehörten bis 1806 zur schwarzenbergischen Landgrafschaft Klettgau. Zusammen mit dem Wappen wurde vom Landratsamt Waldshut am 19. Dezember 1980 auch die Flagge verliehen. |

Wappen der früheren Gemeinden

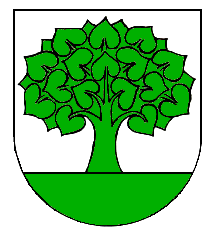
Baltersweil
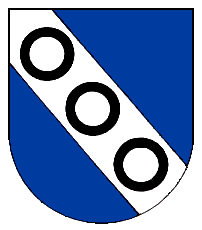
Berwangen
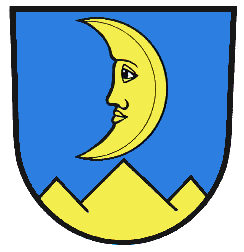
Dettighofen

## Verkehr
Durch eine Alltagsroute aus dem Radnetz Baden-Württemberg ist Dettighofen über die Klettgauer Ortsteile Riedern am Sand, Grießen und Geißlingen und über Lauchringen mit Waldshut-Tiengen und über Jestetten mit Schaffhausen verbunden.

## Medien
In Dettighofen ist die Monopolzeitung Südkurier mit ihrem Ableger Alb-Bote vertreten. Dazu kommt das Anzeigenblatt „Anzeiger Hochrhein“.

## Persönlichkeiten

### Persönlichkeiten, die mit der Gemeinde in Verbindung stehen
- Franz Joseph Würtenberger (1818–1889), Heimatforscher
- Georg Wittmer (1825–1910), Landwirt, Unternehmer, Öl-Pionier, Mitbegründer der American Natural Gas Company und Stifter der Wittmer-Bibliothek in Dettighofen
- Thomas Würtenberger (Geologe) (1836–1903), Geologe und Unternehmer
- Leopold Würtenberger (1846–1886), Geologe
- Heinrich Würtenberger (1852–1926), Landwirt, Gärtner, Heimatdichter und Ökonomierat
- Alexander Würtenberger (1854–1933), Landwirt, Gärtner und Heimatdichter
- Gustav Stengele (1861–1917), in Berwangen geborener Politiker, Mitglied der Hamburgischen Bürgerschaft und Redakteur
- Oskar Schlemmer (1888–1943), Maler, Bildhauer und Bühnenbildner, wohnte in Eichberg

Siehe auch: Würtenberger (Familie)